# José I de Schwarzenberg
José I de Schwarzenberg , IV príncipe de Schwarzenberg ( Viena , 15 de dezembro de 1722 - Viena , 17 de fevereiro de 1782 ), foi um nobre e político boêmio.

## Biografia
José nasceu em Viena em 1722, filho do príncipe Adam Francis Charles de Schwarzenberg e sua esposa, Eleonora Elisabetta Amalia Madalena de (1682-1741). Para comemorar seu nascimento, seu pai encomendou a capela de São João Nepomuceno na igreja de São Vito, na cidade de Český Krumlov, que adquiriu como ducado no ano seguinte.
A morte súbita e trágica de seu pai, foi nomeado para sucedê-lo apenas dez anos sob a tutela de sua mãe (até 1741) e pouco depois recebeu o título de cavaleiro da Ordem do Tosão de Ouro pelo imperador como uma recompensa pessoal, sentindo o último profundamente culpado e responsável pela morte dos pais do jovem príncipe. Ainda muito jovem, em seguida, tornou-se o camareiro imperial, conselheiro privado da imperatriz Maria Teresa e, finalmente, ministro de Estado, desenho para este compromisso a ira de muitos outros funcionários judiciais que encontrou inapto para exercer o cargo para o qual, segundo eles, tinha chegado única por uma aleatoriedade e não porque de posse das habilidades necessárias para um homem de governo. Beneficiou ainda mais do 1746 garantiu o tratamento de príncipes e princesas, além do primogênito para todos os seus filhos.
Ele morreu em Viena, onde viveu a maior parte de sua vida em 1782.

## Casamento e filhos
José I de Schwarzenberg casou-se em 22 de agosto de 1741 em Viena com a princesa Maria Teresa de Liechtenstein (1721-1753), filha do príncipe reinante José João Adão de Liechtenstein e sua esposa, Maria Ana de Oettingen-Spielberg. O casal teve os seguintes filhos:
- João I Nepomuceno Antônio , V príncipe de Schwarzenberg (3 de julho de 1742 - 5 de outubro de 1789)
- Maria Ana (6 de janeiro de 1744 - 8 de agosto de 1803)
- José Wenceslas (26 de março de 1745 - 4 de abril de 1764)
- Antonio (11 de abril de 1746 - 7 de março de 1764)
- Maria Teresa (30 de abril de 1747 - 21 de janeiro de 1788)
- Maria Eleonora (13 de maio de 1748 - 3 de maio de 1786)
- Francisco José (8 de agosto de 1749 - 14 de agosto de 1750)
- Maria Josefina (24 de outubro de 1751 - 7 de abril de 1755)
- Maria Ernestina (18 de outubro de 1752 - 12 de abril de 1801)